# 75-й армейский корпус (вермахт)
75-й армейский корпус (нем. LXXV. Armeekorps) — соединение вермахта, сформирован 15 июня 1944 года путём переименования штаба 75-го корпуса особого назначения (нем. Generalkommando LXXV z.b.V.), созданного в январе 1944 года.

## Боевой путь
С июня 1944 года — дислоцировался на северо-западе Италии. Бои против американо-британских войск.

## Состав корпуса
В сентябре 1944:
- 5-я горнопехотная дивизия
- 157-я горнопехотная дивизия
- 148-я резервная дивизия

в марте 1945:
- 34-я пехотная дивизия
- 5-я горнопехотная дивизия
- 2-я пехотная дивизия «Литторио» (итальянская)

## Командующие корпусом
- с 15 января 1944 — генерал пехоты Антон Достлер
- с 2 июля 1944 — генерал горных войск Ханс Шлеммер